# N887 (Anlier)
De N887 is een gewestweg in de Belgische provincie Luxemburg. Deze weg begint in de plaats Anlier bij de N40 en gaat richting Fauvillers. De weg eindigt op de gemeentegrens tussen Léglise en Fauvillers. De totale lengte van de N887 bedraagt ongeveer 7 kilometer.

## Plaatsen langs de N887
- Anlier
- Louftémont